# 観音院 (葛飾区)
観音院（かんのんいん）は、東京都葛飾区にある天台宗の寺院。

## 歴史
創建年代は不明である。1611年（慶長16年）に江戸橋田所町（現・東京都中央区日本橋堀留町）から谷町に、1644年（正保元年）に浅草新寺町に移転した。
1892年（明治25年）に現在地に移転した。

### 小菅の半僧坊
明治初期に、「半僧坊大権現像」を携えた修験者が当地に小堂を建てて安置したのが起源である。「半僧坊大権現」とは、臨済宗方広寺派大本山方広寺を守護したという神である。地元住民は「綾瀬講」を結成して、半僧坊を祀っていた。
そして綾瀬講の協力により、観音院が移転したものである。つまり、観音院よりも半僧坊を祀る小堂の方が先だったことから、今なお「小菅の半僧坊」とも呼ばれている。
かつては毎月17日が縁日であった。一時期の中断を経て、1985年（昭和60年）より、4月17日と10月17日の春・秋に開かれるようになった。

## 交通アクセス
- 綾瀬駅または小菅駅より徒歩15分。